# Jute (plante)
Corchorus capsularis
Pour les articles homonymes, voir Jute.
Espèce
Classification phylogénétique
Le jute blanc (Corchorus capsularis) est une plante de la famille des Malvaceae, originaire d’Asie, cultivée dans les régions tropicales pour les fibres libériennes de ses tiges.
Ces fibres sont employées dans la confection de sacs d’emballage, nattes, vêtements grossiers etc. La partie restante après l’extraction des fibres est utilisée dans l’industrie papetière. Le papier est gris chamois.
Les feuilles et les graines sont comestibles et contiennent un fort taux de protéines. Feuilles, racines, graines et fruits verts sont utilisés en médecine.
Parmi les nombreuses espèces du genre Corchorus (sous-famille des Grewioideae, famille des Malvacées, ou des Tiliacées selon la classification classique), deux plantes herbacées sont appelées jute :
- Le jute blanc, Corchorus capsularis L. (traitée ici)
- Le jute rouge ou jute tossa, Corchorus olitorius L. (corète potagère), un peu moins utilisé[2],[3].

Au sens légal, « le jute est la fibre textile provenant du liber du Corchorus olitorus et du Corchorus capsularis ».

## Nomenclature et étymologie
La présente espèce a été nommée Corchorus capsularis par Linné en 1753 dans Species Plantarum 1: 529–530.
Le nom de genre Corchorus est un emprunt au grec κόρχορος korkhoros « corette, jute », en latin Pline indique que le corchorus est mangé communément par les Égyptiens (HN, 21, 183).
L’épithète spécifique capsularis est un adjectif latin signifiant « capsulaire ».
Le nom français jute est emprunté (en 1849) à l’anglais jute, lui-même emprunté au bengali jhōto, jhuto, du sanskrit jūta, variante de jatā « tresse de cheveux ».

## Noms vernaculaires
Chanvre de Calcutta, Corète capsulaire, Corète textile, Gooni, Jute à capsules globuleuses, Jute à fruit capsulaire.

## Synonymes
Selon Powo, les synonymes sont
- Corchorus cordifolius Salisb.
- Corchorus marua Buch.-Jambon
- Rhizanota cannabina Lour. ex Gomes Mach.

## Description
Ce sont des herbes ligneuses, dressées de 2 à 4 m de haut, à tige rigide et fibreuse de 2 cm de diamètre environ (tige un peu plus épaisse qu'un doigt dont on extrait la fibre, le jute), et ramifiée seulement dans la partie supérieure.
Les feuilles sont alternes, composées d’un pétiole d’environ 2 cm, pubérulent, et d’un limbe ovale-lancéolé ou étroitement lancéolé, de 5–12 cm de long sur 2–5 cm de large, glabre, à base arrondie, et bord grossièrement en dent de scie, et apex acuminé. Elles sont généralement très amères donc non comestibles.
La fleur, insignifiante, est solitaire ou est disposée à plusieurs en cyme axillaire, avec 4-5 sépales, 5 pétales obovales, jaunes, de nombreuses étamines (de 18 à 22), portées par une colonne courte  (androgynophore) ; l’ovaire est 5-loculé.
Le fruit est une capsule globuleuse marron (à la différence de C. olitorius, le jute rouge, dont la capsule est cylindrique), à 5 valves, d’environ 1 cm à 1,5 cm de diamètre, verruqueux, à apex tronqué.
La floraison a lieu en été et la fructification à la fin de l’automne.

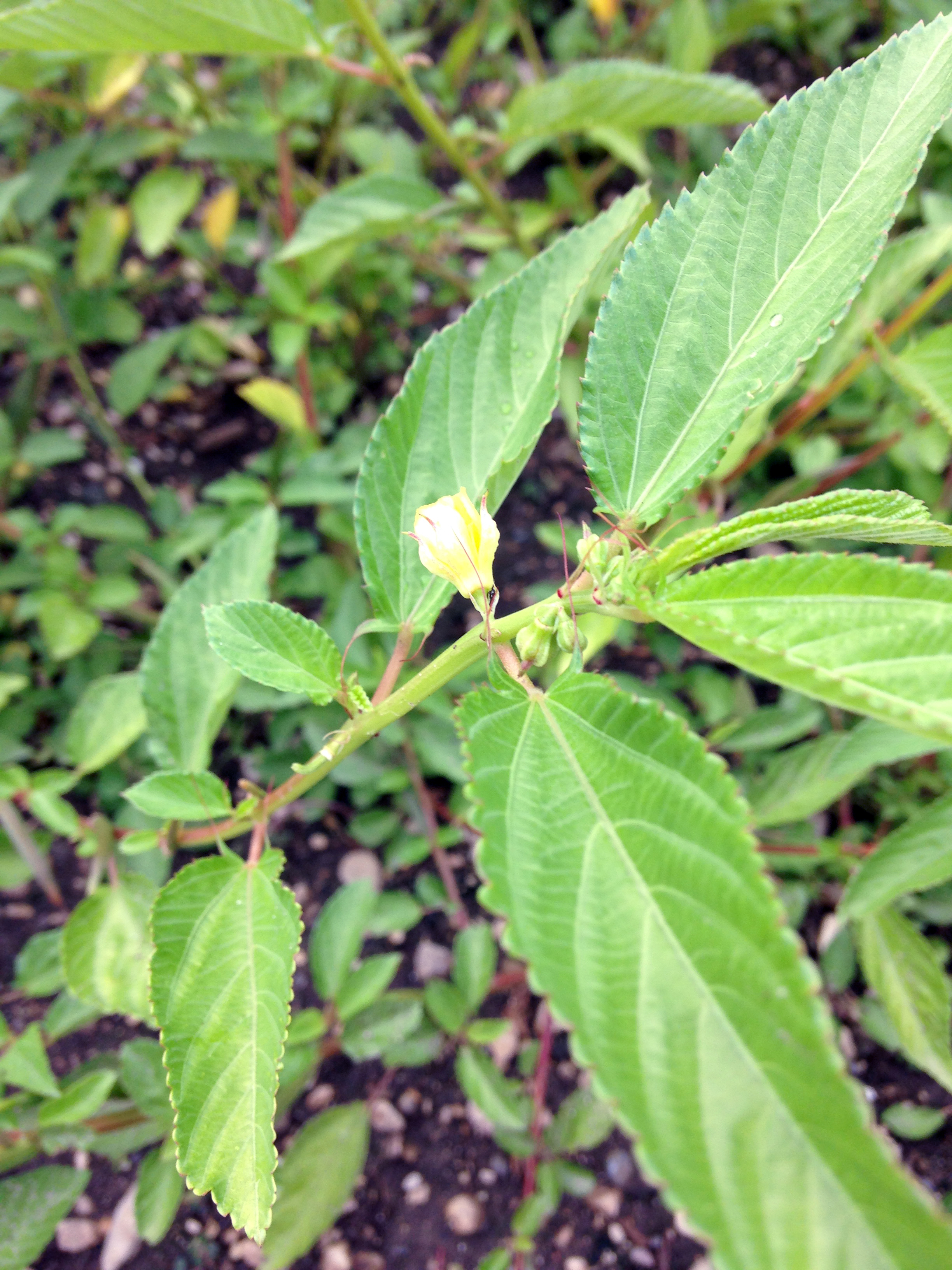
Corchorus capsularis.
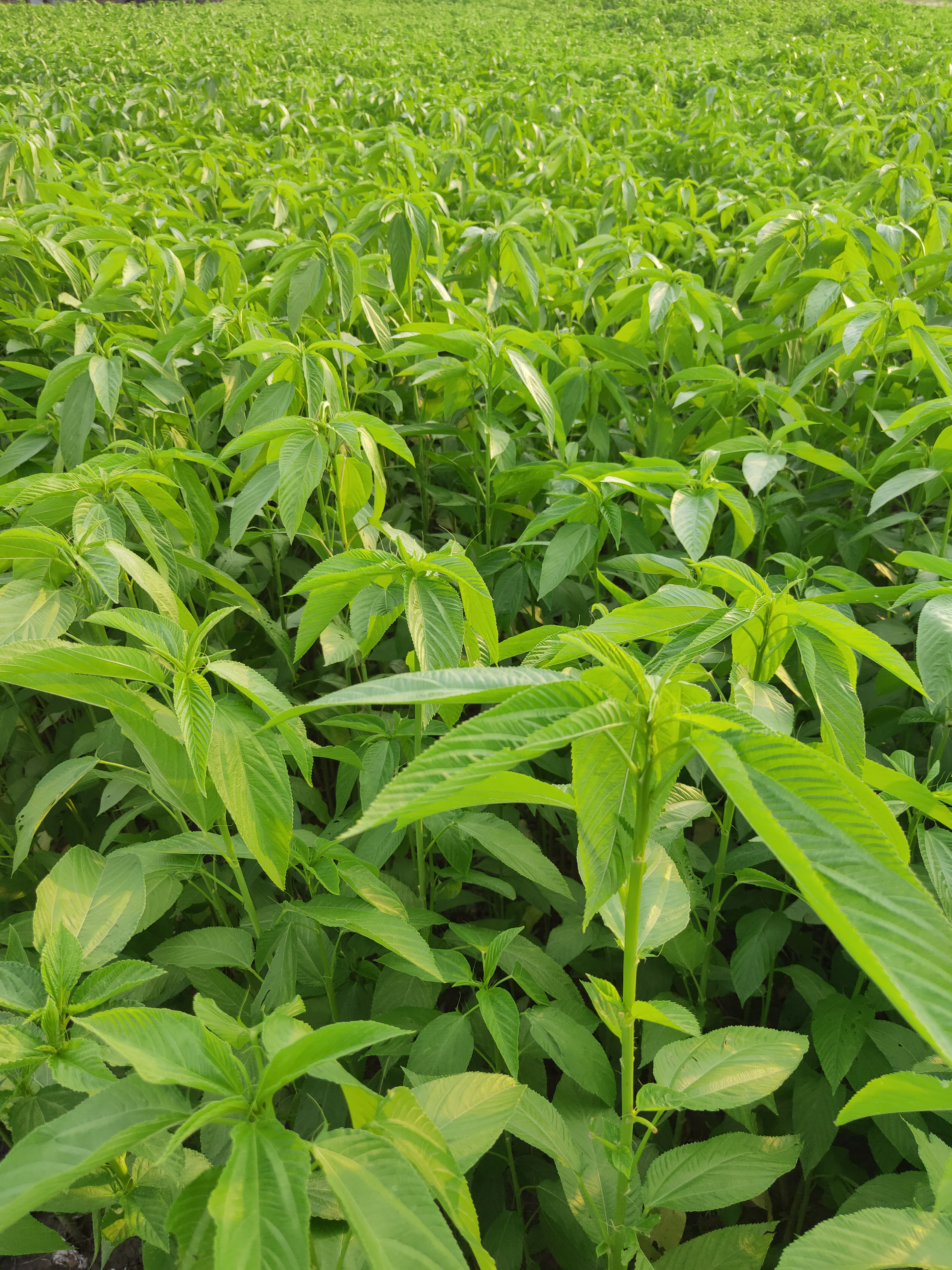
Culture de jute (W Bengale).
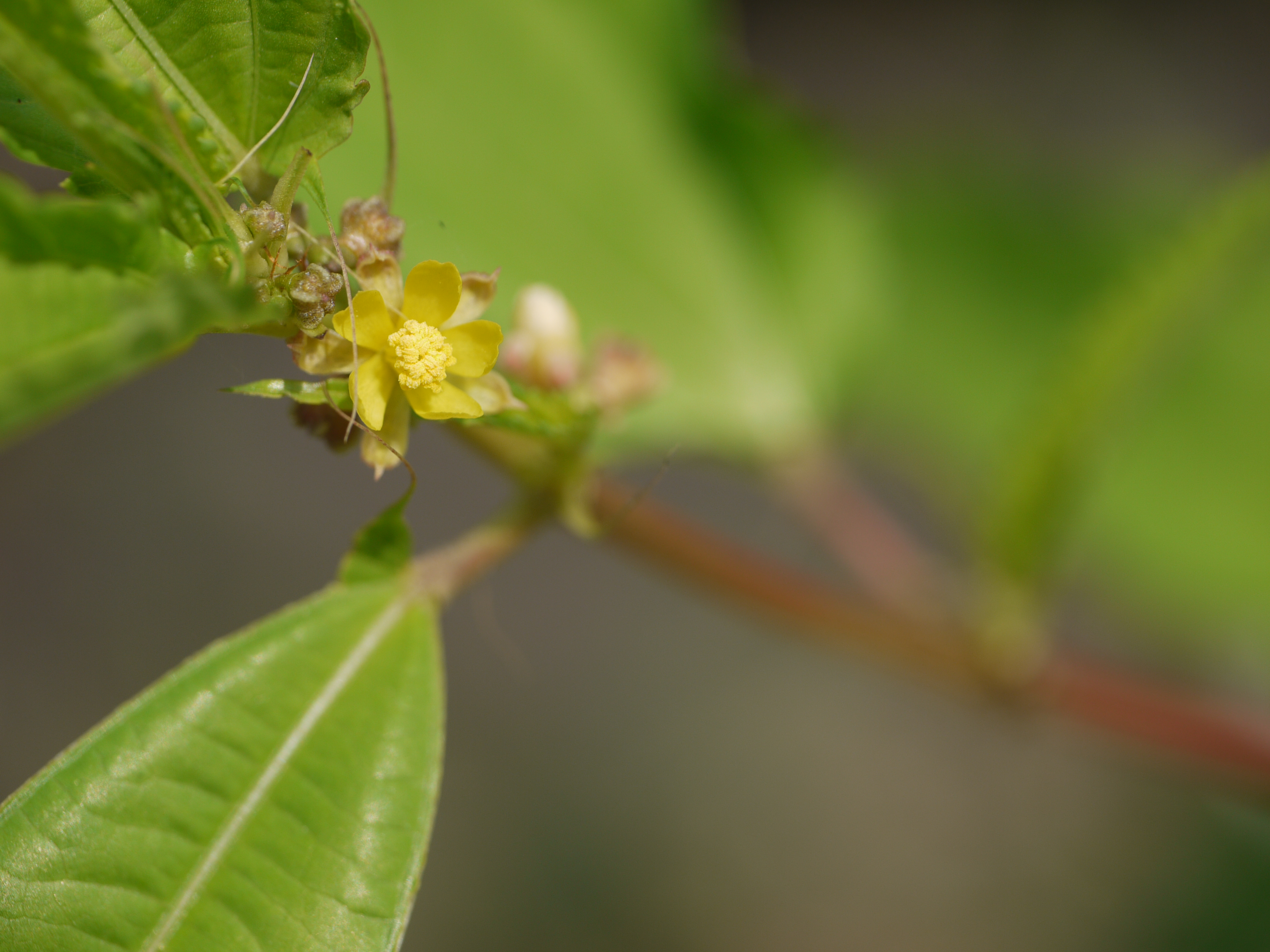
Fleur à 5 pétales jaunes.
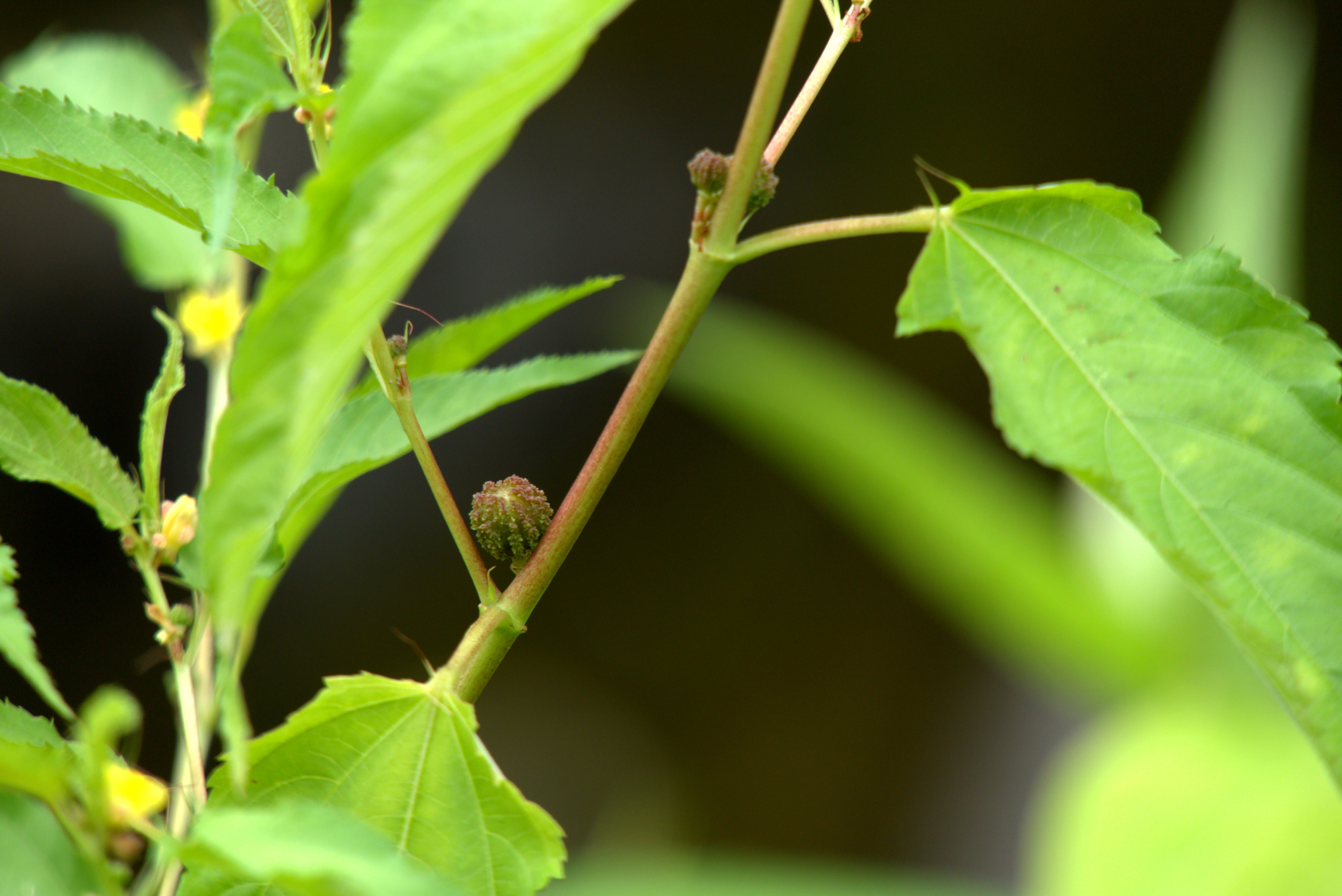
Fleurs et capsules.
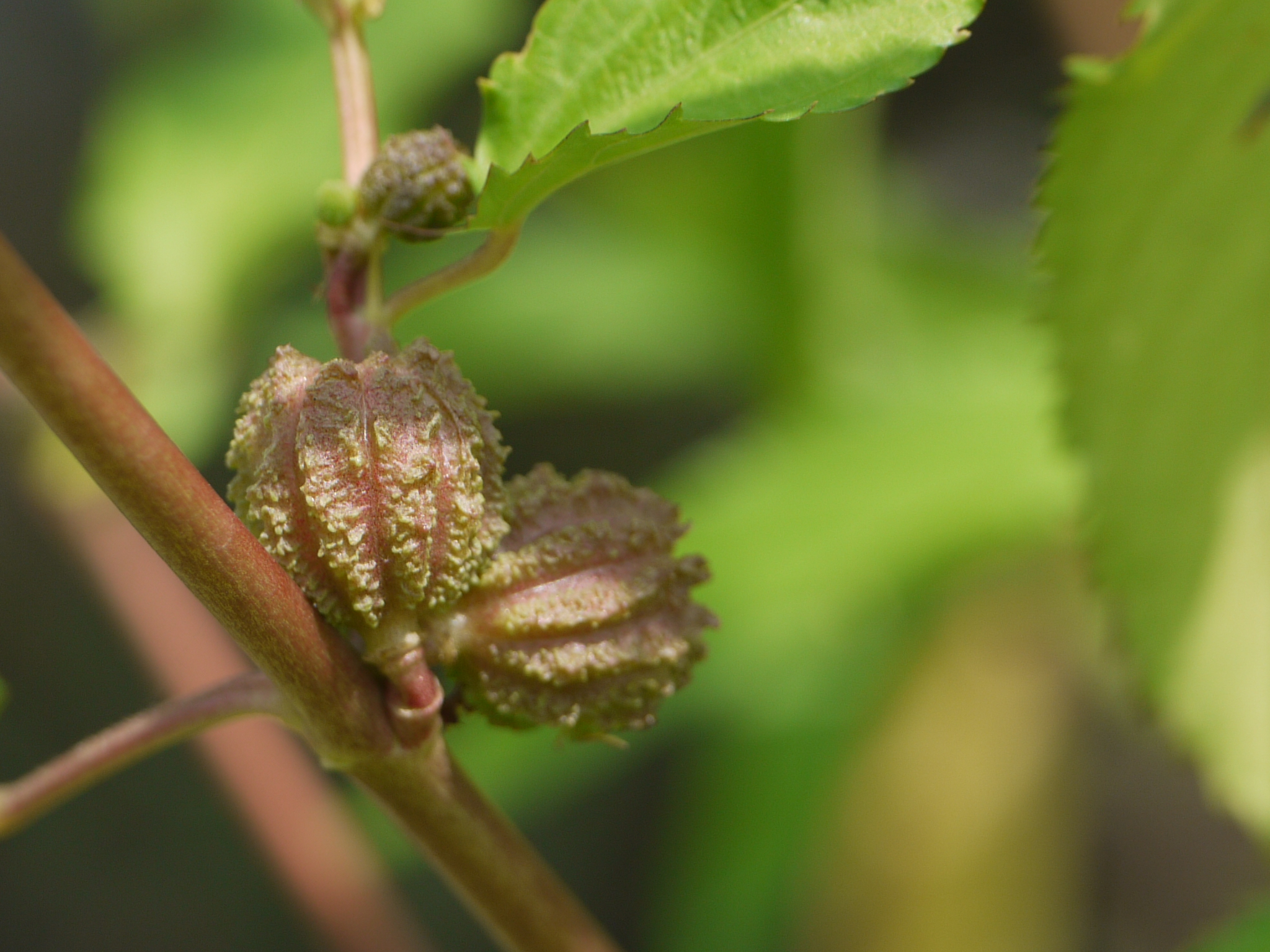
Capsules.

## Distribution et habitat
Le jute Corchorus capsularis est originaire de l’Inde, du Bangladesh, de la Chine, de l’Himalaya oriental, Laos, Maldives, Myanmar, Népal, Pakistan, Sri Lanka, Taïwan, Thaïlande.
Il a été introduit au Brésil, Cambodge, Cuba, Corée, île Maurice, la Réunion, Panama, Philippines, Tanzanie, Ouzbékistan, Vietnam.
Cette espèce croît sous climat chaud et humide. Le berceau de sa culture se situe en Inde, et dans le Bangladesh actuel, dans les vallées du Gange et du Brahmapoutre. Ces deux pays rassemblent 80 % des surfaces consacrées à cette culture.

## La fibre de jute
Le jute, en tant que fibre végétale, est peu adapté à la production de tissus pour l'habillement, à cause de sa trop forte teneur en lignine, bien que cela soit possible après traitement. Cette fibre végétale subit aussi depuis quelques décennies une concurrence destructrice des fibres synthétiques.
Son débouché principal est longtemps resté la fabrication de sacs d'emballage et de transport. C'est le cas à La Réunion, où l'on appelle ces sacs des gonis. Le jute sert aussi à la fabrication de cordes. On cherche désormais à diversifier son utilisation dans le tissu d'ameublement et notamment dans le domaine du géotextile, c'est-à-dire de tissus grossiers perméables destinés à retenir la terre.
Un accord international, en date du 27 avril 2002, a mis en place un « Groupe d'étude international du jute », dont les principales missions sont d'assurer la promotion de cette fibre et la transparence du marché.
La fibre de jute est utilisée par les tireurs d'élite ( "snipers" ) pour créer un bon camouflage. Après avoir été teinté en kaki vert ou marron, le jute est noué sur un filet de la forme d'un vêtement. Ce type de vêtement de camouflage est appelé une ghillie suit.

### Autres fibres libériennes assimilées au jute
Hibiscus cannabinus, Hibiscus sabdariffa, Abutilon avicenae, Urena lobata, Urena sinuata.

## Toile de jute
Il existe plusieurs types de toiles de jute que l'on classe suivant leur grammage (par m2).
- Toile de jute forte : 400 g
- Toile de jute claire: 300 g
- Toile de jute très claire : 280 g

Elles sont utilisées entre autres pour le garnissage à l'ancienne de sièges.
À la fin du XIXe siècle et au XXe siècle, la toile de jute était d’usage courant pour fabriquer des sacs de transport du blé, des pommes de terre, du café, cacao, riz, etc.

## Statistiques économiques

### Production
La production mondiale de jute et fibres apparentées est un peu moins de 3 millions de tonnes, dont l'Inde fournit 67 % et le Bangladesh 30 % (FAOSTAT). La plus grande partie de la fibre est transformée localement.
| Inde        | 1 845 000 | 1 807 264 |
| Bangladesh  | 794 000   | 804 520   |
| Chine       | 56 000    | 36 510    |
| Ouzbékistan | 20 000    | 19 122    |
| Total       | 2 799 557 | 2 688 912 |

### Exportations
Le principal exportateur de fibre brute est le Bangladesh, qui exporte environ 300 000 tonnes de jute par an. C'est aussi le premier exportateur de fibre transformée (fils de jute, sacs, tissus), avec 400 000 t, suivi par l'Inde, 95 852 t.

### Importations
Les principaux pays importateurs de fibre brute sont l'Inde (73 000 t), le Pakistan (74 000 t) et la Chine (60 000 t), tandis que la fibre transformée est expédiée principalement vers le Moyen-Orient et l'Europe, avec respectivement 20 000 et 250 000 t.

## Photos

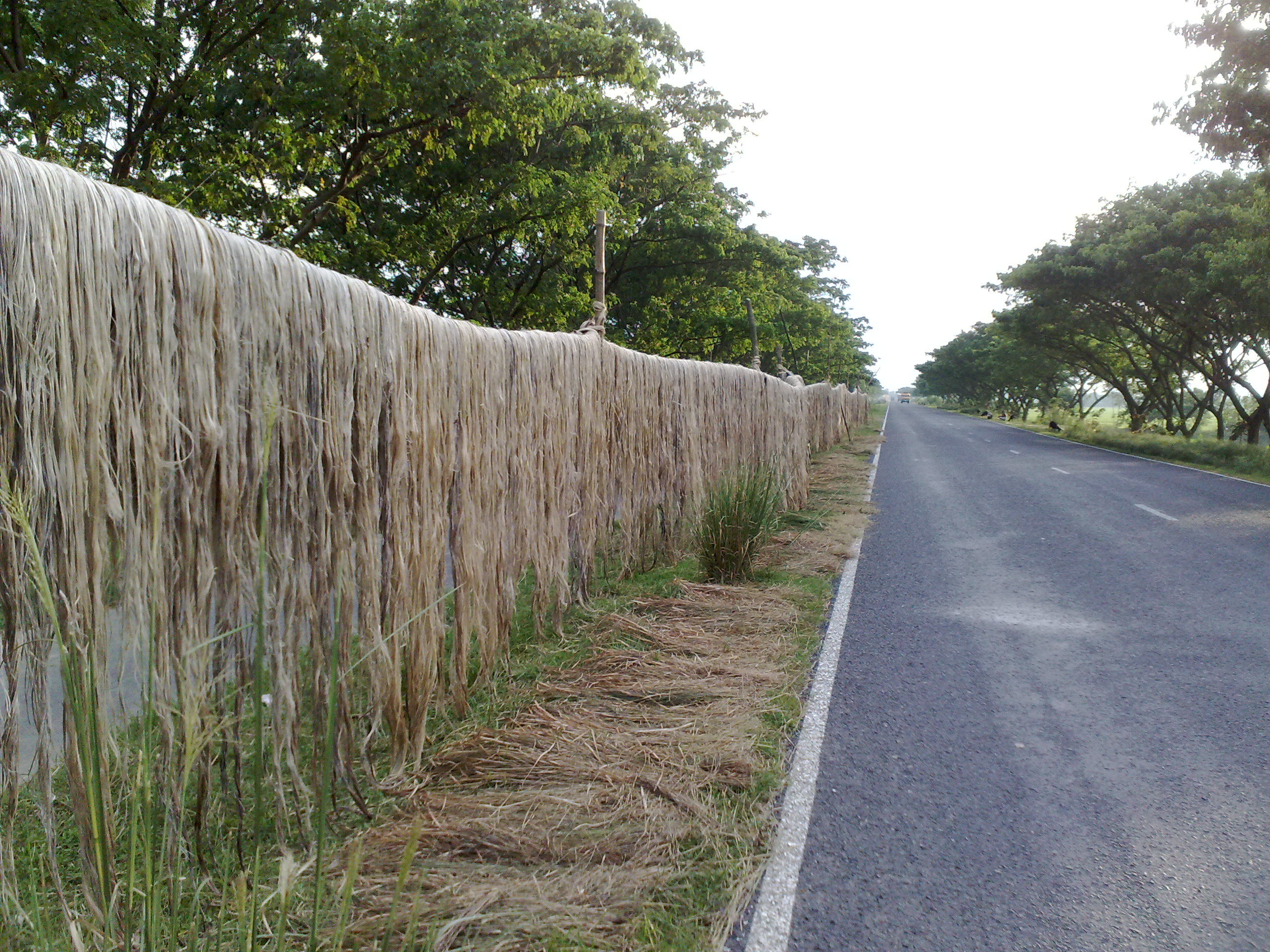
Fibre de jute en train de sécher, après rouissage, le long d'une route.
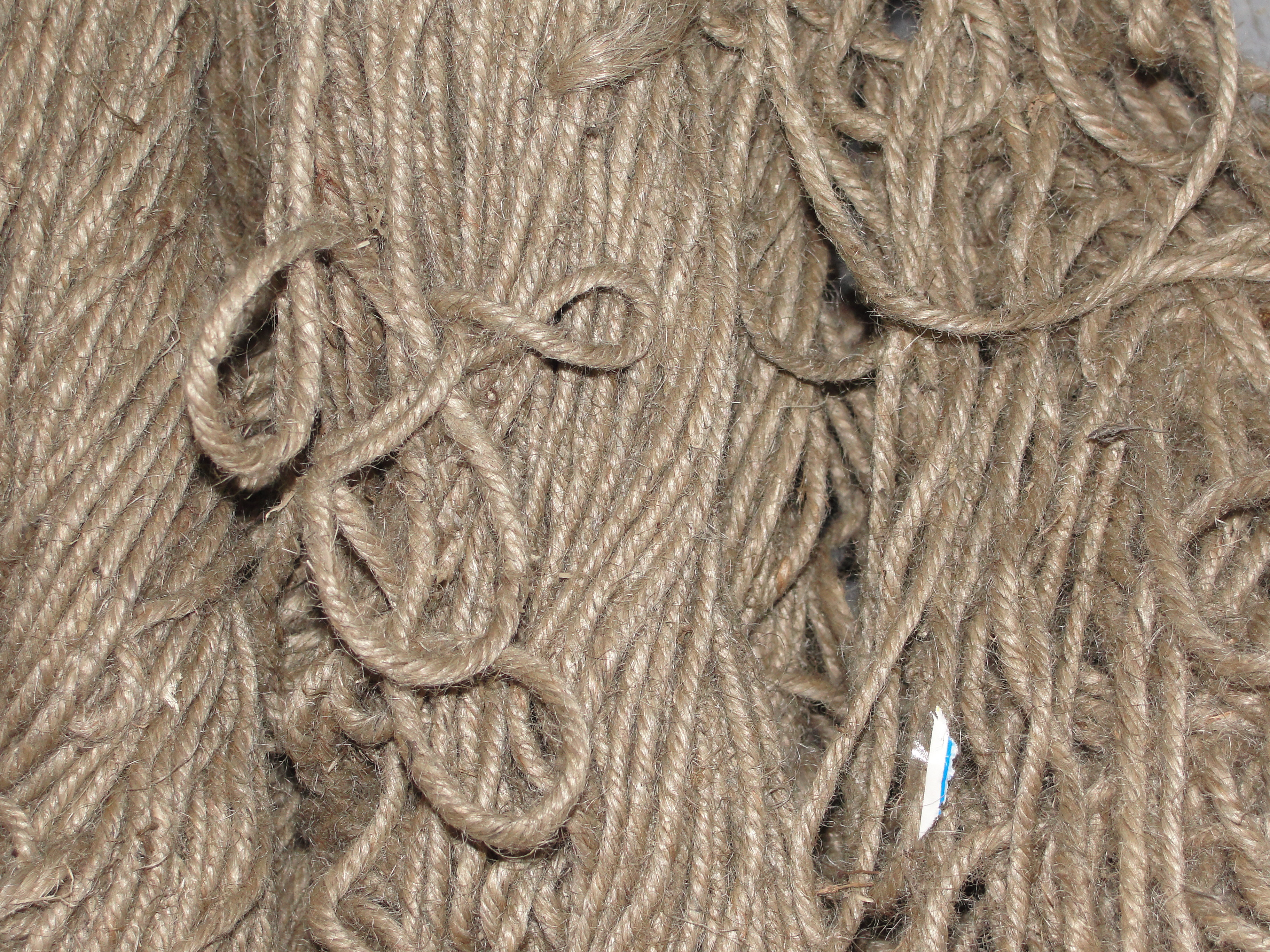
Cordage de jute.
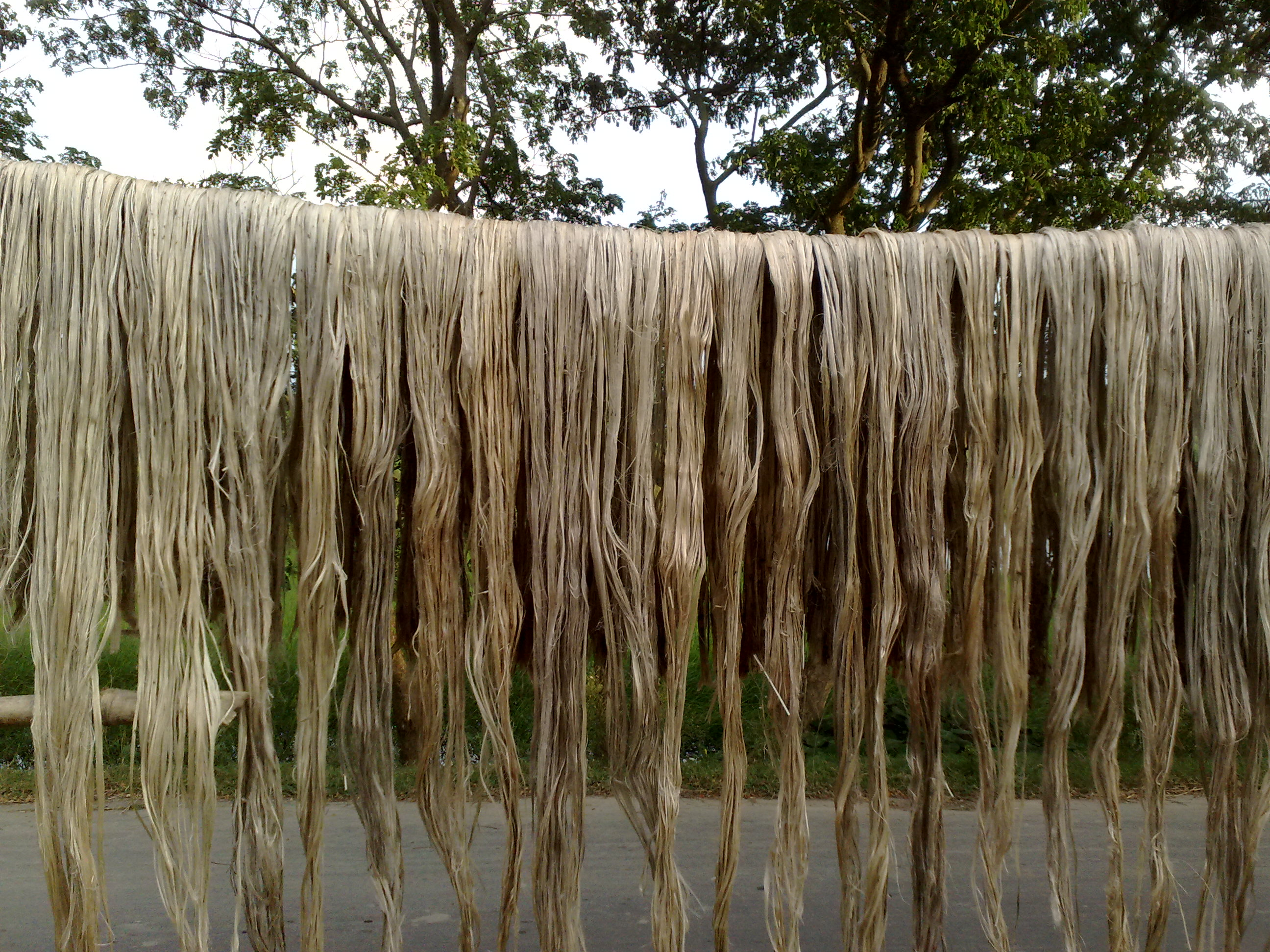
Fibre de jute.
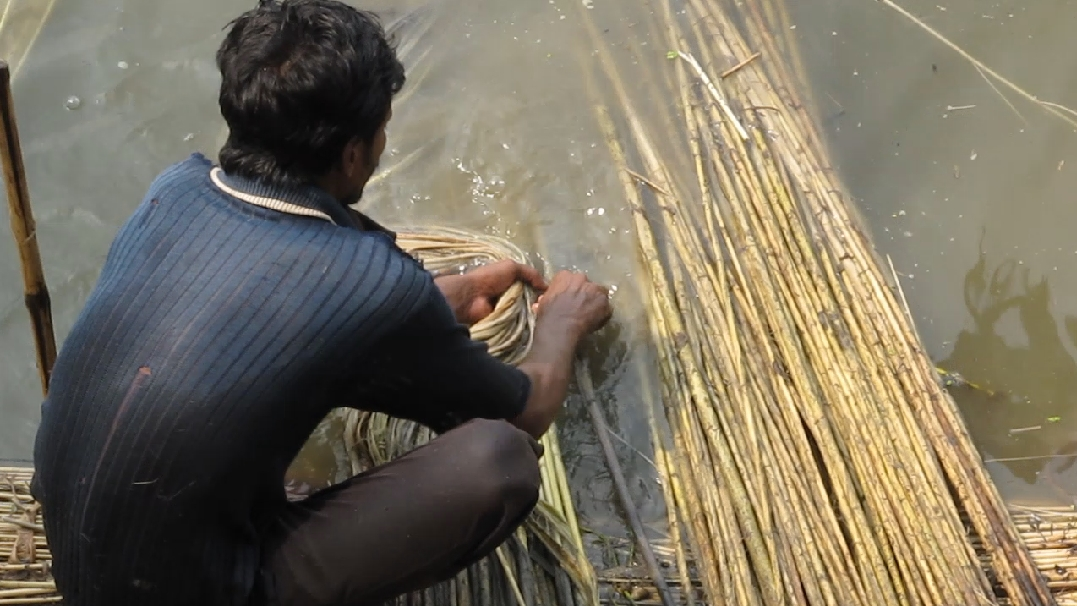
La fibre de jute est extraite de la tige des plantes de jute rouies.
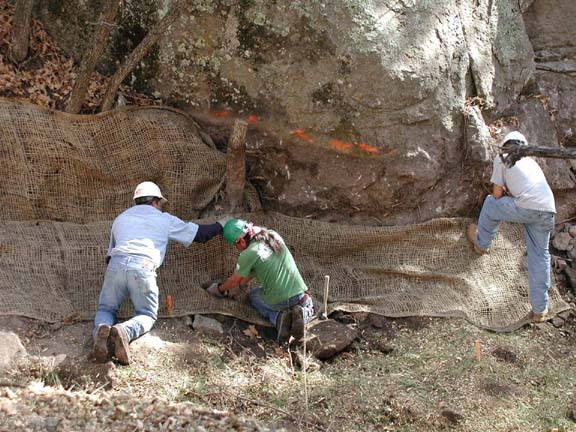
Nattes de jute utilisées pour prévenir l'érosion due aux inondations, tandis que la végétation naturelle s'établit[n 1].
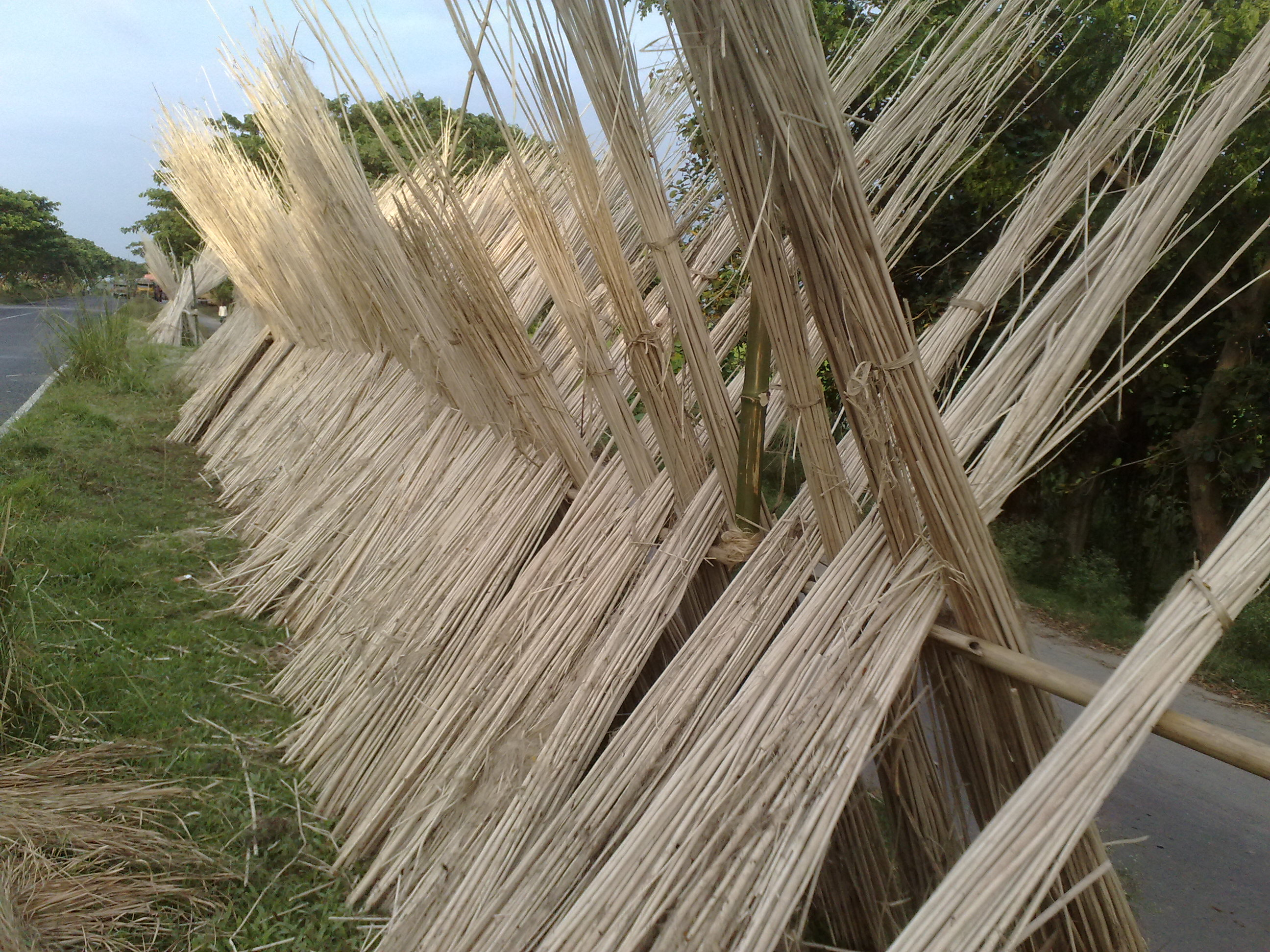
Tiges de jute en train d'être déshydratées sous le soleil. Plus tard, elles seront utilisées comme combustible.
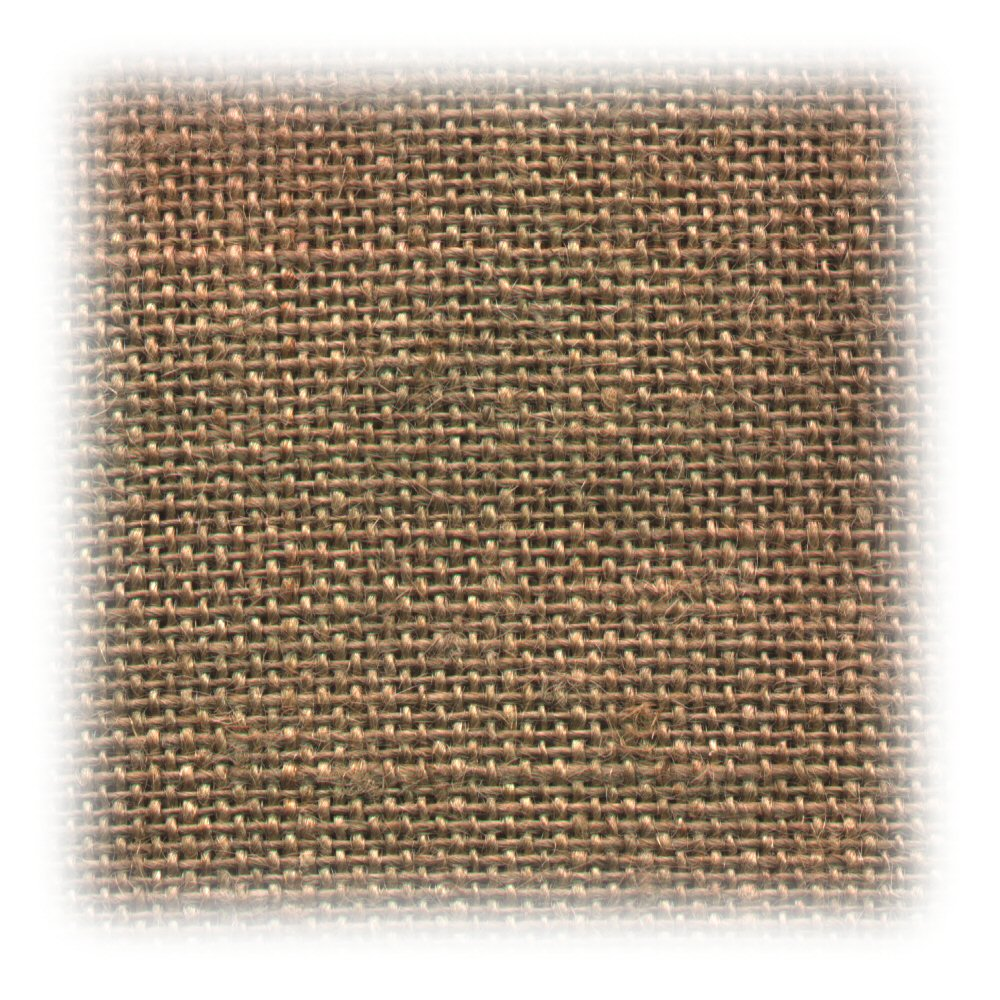
Toile de jute.
Photo de la coupe de la partie inférieure de la longue fibre de jute[n 2].